# Ferran Planes i Vilella
Ferran Planes i Vilella (Bagà, 1914 - Barcelona, 1985) va ser un intel·lectual i escriptor d'ideologia republicana i catalanista, col·laborador al diari El Dia de Manresa. Ingressà a l'exèrcit republicà i s'exilià el 1939. Publicà El desgavell (Barcelona, Editorial Selecta, 1969), crònica personal sobre la guerra civil, l'exili amb l'ocupació alemanya de França, i la primera postguerra. Aquesta primera edició, dràsticament censurada pel règim franquista, es va exhaurir al cap de tres setmanes, i no va ser fins al 2011 que es va tornar a editar (Club Editor) en la seva versió íntegra, recuperada del manuscrit original per l'historiador Joaquim Aloy. Ferran Planes visqué la derrota republicana, l'exili i es fugà quan estava pres en un centre d'internament de l'exèrcit alemany als afores de Mülhausen (França). Entre els qui van romandre-hi i van ser deportats a Mauthausen, on milers de persones van morir, hi havia el seu amic i intel·lectual Joaquim Amat-Piniella.
El 1976 publicà el llibre de viatges en castellà Caminos, actualment molt difícil de trobar. L'any 2012 aparegué la versió castellana d'El desgavell sota el títol El desbarajuste Libros del Asteroide.